# 生タイプ麺
生タイプ麺（なまタイプめん）は、小麦粉またはそば粉を主原料とし、これに水、食塩またはかんすいなどのめんの弾力性・粘性などを高めるものを加えて練り合わせたものを製めんした後、蒸しまたはゆで、さらに有機酸溶液中で処理したものを、加熱殺菌した麺のこと。 	 
日清食品はインスタントラーメン（チキンラーメン）、カップラーメン（カップヌードル）を世界で初めて開発し、業界のパイオニアとして君臨してきた。しかしながら、生タイプ麺については1977年発売のすがきやのうどん、1989年発売の島田屋東京總本店のうどん、1991年発売の明星食品のラーメン「夜食亭生タイプ」に先を越されている:110-111。日清ラ王の発売は1992年のことである:112。
初期にはパッケージに湯きりなしでの調理法も記載されていたが、独特の酸味が残るという問題があり、湯きりをすることが調理の上での前提となっていた。現在では、麺の製法や材料の配合を変更することで湯きりなしでも食べられる商品が開発されている。
2000年代以降、ノンフライ麺の製法技術・質的向上により生タイプ麺に匹敵する食感、質感を持つ製品が登場し、生タイプ麺の優位性が失われていくこととなる。2010年8月、初代日清ラ王の販売終了。2代目のノンフライ麺移行に伴い、カップラーメン市場の第一線から姿を消した。また同様に生タイプ麺を採用していた日清Spa王も2020年現在は冷凍食品に移行している。この結果、ノンフライ麺への移行が困難なカップうどん（例：ごんぶと）で細々と使われているのみである。